# Князевы
Князевы — русский дворянский род немецкого происхождения.

## Происхождение фамилии

### Основная версия
Главный специалист славянских языков — профессор филологии Борис Генрихович Унбегаун (1898—1973) считал, что фамилия Князев в Российской Империи имела немецкое происхождение. Неудобопроизносимые фамилии иностранных специалистов переводились полностью или частично на русский: Князев — это первая часть фамилии Fürstenberg (нем. fürst - рус. граф, князь, нем. berg - рус. гора).
В годы (1697—1698) грандиозной дипломатической миссии «Великое посольство» Пётр I вербовал и приглашал на работу за высокую зарплату и низшие дворянские титулы сотни итальянских, нидерландских и особенно немецких специалистов в вопросах судостроения, военной инженерии. В это же время, в конце XVII века род Князевых вносится в VI часть родословной книги Тульской губернии основоположник Максим Михайлович Князев, предположительно это был немецкий военный инженер или плотник Maximilian Fürstenberg, в подобных книгах происхождение не указывалось, так как получившие титул полностью русифицировались. На это указывает не только синтаксис фамилии, но и косвенно как имя, так и отчество, одни из наиболее популярных у немецкоговорящих народов в те века — Maximilian (Максимилиан) и Michael (Михаэль).
Официальная версия, исторически подтверждаемая документами
Русский дворянский род, происходящий от жившего в начале XVII века костромича Максима Князева, т.е., еще при прадеде Петра 1, царе Михаиле Федоровиче Романовом . Сын его Федор убит в 1634 поляками при осаде Смоленска. Один из потомков, костромской дворянин, артиллерист Агап Емельянович Князев умер во время 1-го Азовского похода Петра 1. Его правнуком является геральдист Анисим Титович Князев, который в свою очередь является прадедом адмирала Михаила Валериановича Князева, полтавского губернатора Владимира Валериановича Князева, княгини Александры Валериановны Голицыной (Князевой) и известного художника Валериана Валериановича Князева. Всего внук Анисима Титовича Князева - Валериан Сергеевич Князев имел 10 сыновей и 6 дочерей, оставивших многочисленное потомство, из числа которых на сегодняшний день в России проживает  42 прямых потомка.

### Альтернативная версия
Значение фамилии Князев может связано с личным прозвищем предка, данного ему по национальности. Исторически сложилось так, что многие русские князья были потомками татарских мурз и ханов, признанных или жалованных русскими государями. Поэтому в народе шутя, а иногда серьезно любого татарина называли Князем.

## Известные представители
- Князев, Агап Емельянов сын — погиб во время 1-го Азовского похода в 1695 году.
- Князев, Анисим Титович (1722—1798) — российский геральдист и генеалог.
- Князев, Иван Иванович (1754—1829) — российский государственный деятель, поручик, 11-й губернатор Рязанской губернии.
- Князев, Михаил Валерианович (1856—1933) — российский адмирал.
- Князев Анатолий Борисович (1956) — заслуженный врач Российской Федерации.
- Князев Андрей Сергеевич (1973) — российский панк-рок музыкант, один из лидеров группы «Король и Шут»

## Описание гербов

#### Герб Князевых 1785 г.
В Гербовник Анисима Титовича Князева 1785 года имеются изображение двух печатей с гербами представителей рода Князевых:
1. Герб генерал-инженера, члена Военной коллегии Ивана Ивановича Большого (г/р 1747) и статского советника, рязанского губернатора Ивана Ивановича Меньшого (Ошибка! В гербовнике этот герб отнесен не к ИИ Меньшому, а к Сергею Анисимовичу, сыну Анисима Титовича): в синем поле щита изображен золотой лапчатый крест, а под ним серебряная восьмиконечная звезда, имеющая по сторонам два серебряные же полумесяца, рогами один к другому обращенные. Щит увенчан коронованным дворянским шлемом с шейным клейнодом. Нашлемник: пять страусовых пера. Цветовая гамма намёта не определена.  Вокруг щита военная арматура в виде: знамён, пушек, ружей, сабель, ядер, барабанов, горна.
2. Герб (вероятно сына автора гербовника Анисима Титовича Князева) Сергея Анисимовича Князева (именно этот герб отнесен А.Т. Князевым к Ивану Ивановичу Меньшому!): в синем поле щита, золотой лапчатый крест, а под ним серебряная звезда, внизу которой серебряный же полумесяц, рогами обращённый вверх (изменённый польский герб Гвяздич). Щит увенчан коронованным дворянским шлемом с клейнодом на шее. Нашлемник: пять страусовых пера. Цветовая гамма намёта не определена[1].
3. Согласно данным Государственного архива Тульской области: Ф. 39 ОП. 2 Д. 1123 ДЕЛО О ВНЕСЕНИИ В РОДОСЛОВНУЮ КНИГУ ДВОРЯН ТУЛЬСКОЙ ГУБЕРНИИ КНЯЗЕВЫХ, Сергей Анисимович Князев пожалован был гербом своего отца, описанного здесь как тип.1. Такой же герб был присвоен и еще одному дворянину Тульской губернии - Князеву Пахому Даниловичу.

#### Герб. Часть VI. № 69.
В щите, имеющем голубое поле, изображён золотой крест и под ним восьмиугольная серебряная звезда, имеющая по сторонам два серебряные же полумесяца, рогами один к одному обращённые.
Щит увенчан дворянским шлемом с дворянской на нём короной со страусовыми перьями. Намёт на щите голубой, подложенный серебром.